# Megacyllene designata
Megacyllene designata là một loài bọ cánh cứng trong họ Cerambycidae.